# جهان بدون ما
جهان بدون ما (انگلیسی: The World Without Us) کتابی غیر داستانی به قلم روزنامه‌نگار آمریکایی آلن وایزمن، دربارهٔ چگونگی شرایط محیط طبیعی و محیط ساخته شده در صورت ناپدید شدن ناگهانی بشر است. این کتاب به وسیلهٔ انتشارات سینت مارتین به چاپ رسیده‌است. این کتاب در واقع، سرچشمه گرفته از مقالهٔ ویسمن به نام «زمین بدون انسان» در فوریهٔ ۲۰۰۵ و در مجلهٔ دیسکاور است.